# Calvari d'Ulldecona
Calvari d'Ulldecona és un recinte d'Ulldecona (Montsià) protegit com a bé cultural d'interès local.

## Descripció
És un recinte envoltat per un mur de 4 metres aproximadament d'alçada que ocupa l'extrem nord del turó nomenat actualment de Calvari, vora la carretera d'Alcanar. Al seu interior es distribueixen les capelletes amb les diferents estacions de la Passió, al voltant d'un camí que puja al cim en ziga-zaga per tornar a baixar aprofitant els espais deixats per l'anterior. Les capelletes tenen forma de monòlit de planta quadrangular, amb una petita fornícula on, amb rajola valenciana, es representen les escenes de la Passió, i acabament superior a dues vessants. En el cim superior resten dues capelles inacabades, amb murs de maçoneria i portes d'arc conopial amb perfil de maó amb uns portals neogòtics de pedra a l'altra, a la superior no s'hi va construir volta. La portalada exterior del recinte, força senzilla, és també d'arc conopial.

## Història
Sembla que la seva construcció data de principis de segle XX (1905 aproximadament). L'anterior calvari es trobava en un solar actualment embegut per la població, en el sector de l'actual carrer Calvari -entre la plaça de Sals i Ferrer i la de la Pau- obert pels dos extrems i amb pendent. A la banda sud, delimitada a l'extrem oposat el carrer Taleca, no s'havia encara edificat.
Les escenes de les estacions són de construcció recent. Segons indica la inscripció de la base van ser fetes per V. Aguilella Ortells, d'Onda, el 1973.